# +1 (film)
+1 (ook bekend als plus one) is een Amerikaanse sciencefictionthriller uit 2013. De film werd in première vertoond op het South by Southwest Film Festival, Verenigde Staten.

## Verhaal
Drie vrienden die besluiten om een groot feest te houden, maar komen in gevaar wanneer plots hun dubbelgangers tevoorschijn komen. Dit daagt niet alleen hun vriendschappen uit, maar ook hun levens.

## Rolverdeling
| Acteur           | Personage   | Opmerkingen |
| ---------------- | ----------- | ----------- |
| Ashley Hinshaw   | Jill        |             |
| Rhys Wakefield   | David       |             |
| Natalie Hall     | Melanie     |             |
| Rhoda Griffis    | Mrs. Howard |             |
| Logan Miller     | Teddy       |             |
| Marla Malcolm    | Heather     |             |
| Megan Hayes      | Bennie      |             |
| Hannah Kasulka   | Opponent    |             |
| Colleen Dengel   | Allison     |             |
| Suzanne Dengel   | Allison     |             |
| Chrissy Chambers | Kitty       |             |
| Max Calder       | Jason       |             |